# VAP-61
61ème Escadron photographique lourd
La Heavy Photographic Squadron ou VAP-61 était un  « escadron photographique lourd » de la marine américaine. Actif notamment lors de la guerre du Viêt Nam, elle participe à la reconnaissance aérienne photographique des cibles.
Créée à l'origine sous le nom de Photographic Squadron Sixty-Two (VJ-62) le 10 avril 1952, l'unité est redésignée en tant que Heavy Photographic Squadron (VAP-61) le 1er juillet 1956. L'unité est dissoute le 1er juillet 1971.